# Ceratopogon sahariensis
Ceratopogon sahariensis är en tvåvingeart som beskrevs av Jean Clastrier 1961.
Ceratopogon sahariensis ingår i släktet Ceratopogon och familjen svidknott. Inga underarter finns listade i Catalogue of Life.